# Seka (Ližnjan)
Sika je hrid uz zapadnu obalu Istre, u uvali Kuje kod Ližnjana, istočno od mola u luci. Pripada općini Ližnjan.
Površina hridi je 574 m2, a visina manja od 1 metra.